# Rimland

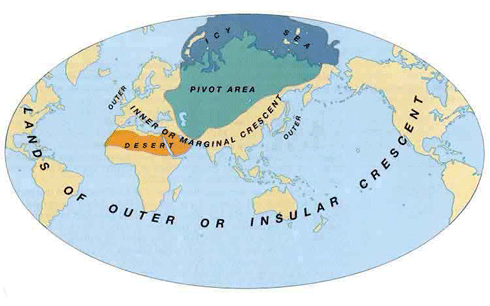
A área de pivô (em verde) de acordo com Mackinder. O anel territorial que circunda o heartland consiste no rimland.

O Rimland é um conceito defendido por Nicholas John Spykman, professor de relações internacionais da Universidade de Yale. Para ele, a geopolítica é o planejamento da política de segurança de um país em função de seus fatores geográficos. Ele descreveu a orla marítima de um país ou continente; em particular as bordas oeste, sul e leste densamente povoadas do continente euro-asiático.
Ele criticou Mackinder por superestimar o Heartland como sendo de imensa importância estratégica devido ao seu vasto tamanho, localização geográfica central e supremacia do poder terrestre em vez do poder marítimo. Ele assumiu que o Heartland não será um hub potencial da Europa, porque:
1. A Rússia Ocidental era então uma sociedade agrária.
2. As bases da industrialização foram encontradas a oeste dos montes Urais.
3. Esta área é circundada ao norte, leste, sul e sudoeste por alguns dos maiores obstáculos ao transporte (gelo e temperatura congelante, montanhas baixas, etc.).
4. Na verdade, nunca houve uma simples oposição entre poder terrestre e marítimo.

Spykman pensava que o Rimland, a faixa de terra costeira que circunda a Eurásia, é mais importante do que a zona da Ásia Central (o chamado Heartland) para o controle do continente eurasiano. A visão de Spykman está na base da "política de contenção" posta em prática pelos Estados Unidos em sua relação/posição com a União Soviética no pós-Segunda Guerra Mundial.
Assim, 'Heartland' parecia-lhe menos importante em comparação com 'Rimland'.

## Conceito
De acordo com Spykman, "Quem controla o Rimland governa a Eurásia, quem governa a Eurásia controla os destinos do mundo."
O Rimland, o "Inner or Marginal Crescent" de Halford Mackinder, foi dividido em três seções:
- A terra da costa europeia;
- A Arábia - terra desértica do Oriente Médio; e,
- A terra das monções asiáticas.

Rimland ou crescente interno contém a maioria das pessoas do mundo, bem como grande parte dos recursos mundiais. Rimland está entre o Heartland e os mares marginais, por isso era mais importante do que o Heartland. Incluía a Ásia Menor, Arábia, Irã, Afeganistão, Sudeste Asiático, China, Coréia e Sibéria Oriental, exceto a Rússia.
Todos os países mencionados estão na zona intermediária entre o poder marítimo e o poder terrestre.
Os países do Rimland eram estados anfíbios, cercando os continentes da Eurásia.
Enquanto Spykman aceita os dois primeiros como definidos, ele rejeita o simples agrupamento dos países asiáticos em uma "terra de monções". A Índia, o litoral do Oceano Índico e a cultura indiana eram geograficamente e civilizacionalmente separados das terras chinesas.
A característica definidora do Rimland é que é uma região intermediária, situada entre o coração e as potências marítimas marginais. Como zona intermediária anfíbia entre as potências terrestres e marítimas, ela deve se defender de ambos os lados, e é aí que residem seus problemas fundamentais de segurança. A concepção de Spykman do Rimland tem maior semelhança com a "zona debatida e discutível" de Alfred Thayer Mahan do que com o crescente interno ou marginal de Mackinder.
O Rimland tem grande importância devido ao seu peso demográfico, recursos naturais e desenvolvimento industrial. Spykman vê essa importância como a razão pela qual o Rimland será crucial para conter o Heartland (enquanto Mackinder acreditava que o Crescente Externo ou Insular seria o fator mais importante na contenção do Heartland).

## Aplicabilidade e variações
Spykman apelou a consolidação dos países Rimland para garantir sua sobrevivência durante a Segunda Guerra Mundial. Com a derrota da Alemanha e o surgimento da URSS, as opiniões de Spykman foram adotadas durante a formulação da política americana da Guerra Fria de conter a influência comunista.
Mas como os estados dentro do Rimland tinham vários graus de independência e uma variedade de raças e culturas, não ficou sob o controle de nenhum poder único.
O Dr. Spyros Katsoulas apresenta o conceito de Rimland Bridge para descrever a dobradiça entre a Europa e a Ásia, onde estão localizados a Grécia, Chipre e a Turquia. O objetivo do novo termo não é contradizer, mas sim complementar a teoria de Spykman e destacar o significado estratégico especial do Mediterrâneo Oriental, bem como sua instabilidade inerente.
A Rimland Bridge é definida como a zona intermediária e de trânsito que conecta as partes européia e asiática de Rimland e possui três características principais. Ele atua simultaneamente como um ponto de estrangulamento estratégico e um valioso portal, mas também como um perigoso cinturão de ruptura (geopolítica) devido à duradoura rivalidade greco-turca.

## Críticas
- Foi uma profecia autorrealizável.
- Em seu conceito de poder aéreo, ele não incluiu o uso de mísseis modernos com ogivas nucleares.
- O Rimland não é uma região, mas uma unidade, caso contrário, o epítome da diversidade geográfica.
- A Teoria de Rimland é tendenciosa contra os países asiáticos.
- A Teoria de Rimland não leva em conta os vários conflitos acontecendo entre seus diferentes países (Índia vs. Paquistão, etc.).